# American Sniper (película)
American Sniper es una película estadounidense dirigida por Clint Eastwood. Se basa libremente en el libro de memorias American Sniper: The Autobiography of the Most Lethal Sniper in U.S. Military History (2012) de Chris Kyle, con Scott McEwen y Jim DeFelice. La película, que estuvo nominada a seis Oscar en 2015, inició su rodaje el 31 de marzo de 2014 en Los Ángeles. La película sigue la vida de Kyle, que se convirtió en el francotirador más letal en la historia militar de Estados Unidos con 255 muertes en cuatro viajes a la guerra de Irak, 160 de los cuales fueron confirmados oficialmente por el Departamento de Defensa. Mientras Kyle fue celebrado por sus éxitos militares, sus períodos de servicio supusieron una pesada carga sobre su vida personal y familiar. La película está protagonizada por Bradley Cooper como Kyle y Sienna Miller como su esposa Taya, con Luke Grimes, Kyle Gallner, Sam Jaeger, Jake McDorman y Cory Hardrict en papeles secundarios.
El estreno mundial fue el 11 de noviembre de 2014, en el American Film Institute, seguido de un lanzamiento limitado en los Estados Unidos el 25 de diciembre de 2014 y un amplio estreno el 16 de enero de 2015. La película se convirtió en un gran éxito, con una recaudación mundial de más de $547 millones, por lo que es la película más taquillera de 2014 en los Estados Unidos ($350 millones), la película de guerra más taquillera de todos los tiempos, y la película más taquillera de Eastwood hasta la fecha.
La película recibió alabanzas por parte de los críticos, especialmente hacia la actuación protagónica de Cooper y la dirección de Eastwood, aunque atrajo cierta controversia sobre su representación tanto de la guerra en Irak como de Chris Kyle. En los Premios Óscar, American Sniper recibió seis nominaciones, incluyendo Mejor Película, Mejor Guion Adaptado y Mejor actor por Cooper, en última instancia, ganó un premio a la Mejor Edición de Sonido.

## Argumento
La película está centrada en la persona de Chris Kyle, un tejano que batió el récord de muertes como francotirador del ejército estadounidense. Kyle fue enviado a Irak con la misión de proteger a sus compañeros. Su puntería y precisión milimétrica salvó incontables vidas en el campo de batalla, por lo que se ganó el apodo de «Leyenda», pero la noticia de sus hazañas llegó hasta las filas enemigas... En Irak, Chris participó en cuatro peligrosas misiones mientras en casa le esperaban su mujer Taya (Sienna Miller) y sus dos hijos pequeños. 
En unos de los viajes Chris tenía como objetivo proteger a toda costa a los marines, donde se embarcaba la búsqueda de un terrorista con el nombre de «El Carnicero» para saber la ubicación de Arkawi (príncipe de Al-Qaeda). En el primer viaje, el ejército estadounidense realiza una inspección de búsqueda «casa por casa». donde hallan diversos civiles en contra de su ejército. Hasta que finalmente Chris vuelve a su casa con su esposa Taya y nace su hijo varón. En el segundo viaje Chris y los soldados hallan civiles que conocen al «Carnicero» y los ayudan a encontrarlo dándole pistas. Tras un intento de atrapar al «Carnicero», un civil avisa a Mustafá, un francotirador que era campeón de las Olimpiadas. Y luego Chris vuelve con su esposa. 
En el tercero Chris y los soldados son interceptados por Mustafá, que le da a su compañero, salen de inmediato y los soldados son emboscados. Matan a uno de los soldados y regresan a Estados Unidos para su funeral. En su casa su esposa le ruega que deje la guerra, y que si va no la espere más. Chris la consuela y la abraza.
Durante su cuarto y último despliegue, Chris se entera de que uno de sus compañeros que había recibido un tiro en el rostro por parte de Mustafá falleció en una cirugía. El equipo de Chris sufre una baja nuevamente por parte de Mustafá durante su recorrido, y Chris se da cuenta de que apuntaba en una dirección incorrecta. Pese a la orden de sus compañeros de no disparar puesto que podrían revelar su posición, Chris descubre la posición de Mustafá, y desobedeciendo, Chris dispara y logra darle en la cabeza a Mustafá, quien se encontraba a más de 2000 metros de distancia (el disparo más legendario de Kyle en toda su carrera). Chris y sus compañeros sufren una emboscada por parte de tropas de Al Qaeda, en la que varios de ellos mueren en un ataque aéreo por un helicóptero de combate estadounidense. Chris, al haber cumplido su misión, llama a Taya y le dice que está listo para volver a casa. Él y pocos de sus hombres logran huir de sus atacantes en medio de una inmensa tormenta de arena.
Al volver a Estados Unidos, Kyle aún sigue ensimismado, por lo que ha visto en la guerra. En un cumpleaños familiar, Kyle casi mata a un perro que jugaba con su hijo. Al darse cuenta de ello gracias a Taya, Chris decide buscar ayuda y acude a un psicólogo que trabajaba con veteranos de guerra. Lo ponen en contacto con varios de ellos, quienes han quedado lisiados, y Chris comparte tiempo con ellos en el polígono de tiro y en terapias de grupo. También pasa tiempo con su hija viendo caballos en establos cercanos y lleva a su hijo a cazar por primera vez, y su matrimonio con Taya se fortalece, pasando ambos momentos felices. 
El sábado 2 de febrero de 2013, Chris Kyle y su amigo Chad Littlefield fueron asesinados de varios disparos por el marine Eddie Ray Routh, quien padecía de trastorno de estrés postraumático. Chris y Chad intentaban ayudar a Routh, llevándolo a disparar al polígono de tiro, sabiendo que es una actividad terapéutica para los veteranos. Esa mañana, Taya despide a Chris mientras éste se encontraba con Routh en la puerta de su casa, sin saber que lo vería por última vez.

## Reparto
- Bradley Cooper es Chris Kyle[4]
  - Cole Konis es el joven Chris Kyle.
- Sienna Miller es Taya Renae Kyle[5]
- Max Charles es Colton Kyle[6]
- Luke Grimes es Marc Lee[7]
  - Pamela Denise Weaver como la madre de Marc Lee.
  - Amie Farrell como la esposa de Marc Lee.
- Kyle Gallner es Winston[8]
- Sam Jaeger es Capitán Martens[9]
- Jake McDorman es Ryan Job[10]
- Cory Hardrict es 'D' / Dandridge[11]
- Navid Negahban es Sheikh Al-Obodi[12]
- Eric Close es el agente de la DIA Snead[12]
- Eric Ladin es Squirrel[12]
- Joel Lambert es ?[13]
- Rey Gallegos es Tony[12]
- Kevin Lacz es Kevin Lacz[14]
- Ben Reed es Wayne Kyle
- Elise Robertson es Debby Kyle
- Keir O'Donnell es Jeff Kyle
  - Luke Sunshine es el joven Jeff Kyle.
- Marnette Patterson es Sarah
- Brian Hallisay es el capitán Gillespie.
- Troy Vincent.
- Brandon Salgado-Telis es Bully.
- Jason Hall es un cowboy.
- Billy Miller es un reclutador de soldados.
- Leonard Roberts es el instructor Rolle.
- Jason Walsh como otro instructor.
- Reynaldo Gallegos es Tony.
- Jake McDorman es Biggles.
- Brando Eaton como el soldado que quiere ligarse a Taya Renae Kyle.
- James Ryen es PO Karnan.
- Jonathan Kowalsky como un marine.
- Shane Habberstad como un marine.
- Sammy Sheik como Mustafa.
- Kevin Ryan como un marine-
- Evan Gamble como oficial JAG.
- Benjamin Mathes como oficial JAG.
- Tim Griffin como el coronel Gronski.
- Luis José López como Sánchez.
- Brian Hallisay como el capitán Gillespie.
- Erik Aude como Thompson.
- Jad Mhidi Senhaji como Omar.
- Fehd Benchemsi.
- Zack Duhame.
- Mido Hamada como el Carnicero.
- Kathe Mazur como el doctor Hallerman
- Sam Jaeger como el marine Lt. Martin
- Chance Kelly como el teniente coronel Jones
- Ryan Sadaghiani.
- Ayman Samman.
- Assaf Cohen.
- Fahim Fazli como el líder tribal.
- Salah Salea como el vecino enfurecido.
- Hector Bucio como PFC Álvarez.
- Aidan McGraw como el joven Colton.
- Jonathan Groff como el joven Vet-Mads.
- Melissa Hayden como la recepcionista.
- Ferguson Reid como el médico.
- Mark Thomason como capellán.
- Quay Terry.
- James D. Dever.
- Tami Goveia como el médico.
- Leon Charles Farmer como un marine.
- Paul Meixner como un marine.
- Victoria Reina Sigloch como una marine
- Joel Lambert como un francotirador.
- Owain Yeoman.
- Tony Nevada como un francotirador.
- Brett Edwards.
- Nick Salter.
- Ricky Ryba como un piloto.
- Greg Duke.
- Max Charles Colton.
- Jet Jurgensmeyer como el amigo de Colton.
- Madeleine McGraw como McKenna.
- Elizabeth Schmidt.
- Robert Clotworthy como el doctor VA.
- Bryan Anderson como el amigo de Wynn.
- Jacob Schick como Wynn.
- Wade White como un veterano.
- Anthony Jennings como un veterano.
- Vincent Selhorst-Jones como el veterano del camión.
- Brad Abrell.
- Zechariah Adeniji.
- Robert Aldredge como el francotirador de la escuela de cadetes.
- Amber Alexander.
- Belle Angel como un médico.
- Shaun Anthony como un marine.
- Ethan C. Avery como un marine.
- Christopher Baskerville.
- Sarah Beaver.
- Emerson Brooks como un francotirador.
- Rowdy Brown.
- Saraya Chanadet como la mujer del gimnasio.
- Ryan Christiansen.
- Damien Coates como un marine.
- Darius Cottrell.
- Alvin Cowan como un marine.
- Martin Cremer como el francotirador candidato de la escuela de cadetes.
- Alysson Da Silva.
- Jason Darcy como un soldado del tanque.
- Mark DeSalvo como un conductor.
- Andrew DeVitre como el vecino furioso.
- Savannah Douglas como un chico.
- Talyn Edelson como una cowgirl.
- Golbon Eghtedari como la Sombra.
- Dirk Ellis como un marine.
- Tony Flores.
- Brandon Greenawalt como un oficial.
- Brent Gutierrez.
- Adam Hart como un marine.
- Boualem Hassaine.
- Tom Ivancie.
- Alissa Jessup como una conductora.
- Slim Khezri.
- Noëlle Lara como la camarera del bar.
- Anthony Ledesma.
- Serendipity Lilliana como la amiga de Colton.
- Marque Lundgren como el operador del carnaval.
- Hunter Mahaffey como el amigo de Colton.
- George Thomas Mansel como un cowboy.
- Jon Maxwell.
- Ryan Mazon.
- Katie Meschke.
- Mykell.
- Joseph Oliveira.
- Angel Oquendo.
- Katia Peel como un chico.
- Cristal Peshkepia como la mujer del aeropuerto.
- Geoff Pilkington como un marine.
- Haley Powell como un chico.
- Michael Prather.
- Ardeshir Radpour.
- Jon Ray como el cowboy del sombrero negro.
- Cliff Redding.
- Will Rian.
- Paulo Rocha como el operador de radio.
- Richard Rubin.
- E.R. Ruiz.
- Jane Runnalls como el estilista de Jiffy Lube
- Kevin Ryan como un marine.
- Amanda Sackett como el Hombre de Honor.
- Hassan Said como el guardaespaldas de El Carnicero.
- Shane Schoeppner como el hombre del aeropuerto.
- Joseph Sims.
- Andy Skauge.
- Noah Staggs.
- Katherine Stephens-Miller.
- Tim Talman.
- Danny Watters como un marine.
- Dean Wayne como un marine.
- Westley Young como un marine.

## Producción
El 24 de mayo de 2012, se anunció que Warner Bros. adquirió los derechos del libro con Bradley Cooper, conjunto para producir y protagonizar la película. En septiembre de 2012, David O. Russell declaró que estaba interesado en dirigir la película. El 2 de mayo de 2013, se anunció que Steven Spielberg podría dirigir la película. El 5 de agosto de 2013, Spielberg abandonó la dirección de la película. Cooper había pensado en Chris Pratt en interpretar a Kyle, pero WB acordó comprar solo si Cooper protagonizaba la película. Spielberg había leído el libro de Kyle, aunque él deseaba tener un conflicto más psicológico presente en el guion, por lo que un personaje de «francotirador enemigo» puede servir como un francotirador insurgente que estaba tratando de rastrear y matar a Kyle. Las ideas de Spielberg contribuyeron al desarrollo de un largo guion de cerca de 160 páginas. Debido a las limitaciones presupuestarias de WB, Spielberg sintió que no podía llevar su visión de la historia a la pantalla. El 5 de agosto de 2013, Spielberg se retiró de dirección. El 21 de agosto de 2013, se informó de que Clint Eastwood sería quien dirigiría la película.
Puesto que Chrys Kyle poseía un físico esbelto de aproximadamente 105 Kg, Bradley Cooper meses antes de comenzar el rodaje se comprometió en amoldar su físico lo más parecido a Kyle. Con una dieta estricta; comía 7 veces al día, tomaba 5 litros de agua al día y hacia ejercicio 5 veces por semana, con ayuda de su entrenador físico. Después de pesar 84 kg con la dieta, ejercicio, hábitos, llegó al peso de 100 Kg, logrando subir 16 Kg de músculo. Con su físico muy similar a Kyle además se dejó una barba que lo hacía casi idéntico a Kyle pero irreconocible como Cooper ￼

### Casting
El 14 de marzo de 2014, Sienna Miller se unió al elenco de la película. El 16 de marzo de 2014, Kyle Gallner se unió al elenco. El 18 de marzo de 2014, Cory Hardrict se unió a la película. El 20 de marzo de 2014, Navid Negahban, Eric Close, Eric Ladin, Rey Gallegos y Jake McDorman también se unieron al elenco, al igual que Luke Grimes y Sam Jaeger, el 25 de marzo de 2014. Kevin Lacz, un ex SEAL de la Marina, es la imagen de sí mismo y que sirve como asesor técnico. Así lo recoge el libro "el último francotirador", escrito por el propio Lacz(ed.C
ritica,2017). Otro ex SEAL de la Marina, Joel Lambert, también se unió a la película, para interpretar a un francotirador Delta. El 3 de junio, Max Charles fue añadido al elenco para interpretar al hijo de Kyle, Colton Kyle.

### Rodaje
El rodaje y la producción comenzó el 31 de marzo de 2014 en Los Ángeles;también fue parcialmente rodada en Marruecos.El 23 de abril, LA Times informó de que los diez días de filmación en un pueblo afgano estaba a punto de empezar en el Rancho de la película de la nube azul en la zona de Santa Clarita. El 7 de mayo, el rodaje de la película fue vista alrededor de El Centro. Más tarde, el 14 de mayo, Cooper fue visto filmando algunas escenas en Culver City, California, y luego siguió por el rodaje de escenas nuevas en Los Ángeles el 16 de mayo. El 30 de mayo, Cooper y Miller fueron vistos durante el rodaje de escenas de la boda de sus personajes, que estaban filmando a bordo de un yate en Marina del Rey. El 3 de junio, Cooper fue visto como tirador SEAL de la Armada, durante la filmación de algunas escenas en un campo de tiro Los Ángeles. Las escenas del muelle y de la barra fueron filmadas en Seal Beach, California.Bradley Cooper ganó 40 libras para su papel. El director de fotografía Tom Stern, rodó la película con cámaras digitales Arri Alexa XT y Panavision C-, E y G-Series lentes anamórficas. Es la segunda película de Eastwood que se rodó digitalmente, después de Jersey Boys.

### Música
No hay una música en sí de crédito en esta película. El compositor y persona editor de música Joseph S. DeBeasi se acredita como compositor de música adicional, y Clint Eastwood, que ha compuesto las partituras para la mayoría de sus películas desde Mystic River (2003), es reconocido como el compositor de "El tema de Taya". La película también cuenta con la canción "Someone Like You" de Van Morrison, que desempeña durante la escena de la boda.

## Estreno
American Sniper tuvo un estreno en cine de Los Ángeles el 11 de noviembre de 2014, justo después de la muestra de Selma en el Teatro Egipcio de Grauman en Los Ángeles. La película recibirá un estreno limitado el 25 de diciembre de 2014, antes de su estreno más amplio el 16 de enero de 2015.

## Recepción
American Sniper recibió críticas generalmente positivas de los primeros críticos. En Rotten Tomatoes la película tiene una calificación de 72%, basado en 255 comentarios, con una calificación promedio de 6.8 sobre 10. En Metacritic, la película tiene una puntuación de 72 sobre 100, basado en 48 críticos, lo que indica «críticas generalmente favorables» de los críticos. La revista chilena especializada Cinetvymas calificó la película como «lejana para un público latinoamericano» y «poco arriesgada en su discurso».

### Crítica
El 20 de enero de 2015, el cineasta Michael Moore criticó la película de Clint Eastwood:

Mi tío fue asesinado por un francotirador en la Segunda Guerra Mundial. Se nos ha enseñado que los francotiradores son cobardes, te disparan por la espalda. Los francotiradores no son héroes. Y si son invasores, son peores.
Pero si estás en el techo de tu casa defendiendo a tu familia de los invasores que han venido de 10 000 km de distancia, entonces no eres un cobarde francotirador: eres valiente, eres un vecino.
Michael Moore

## Premios y nominaciones
| Premio                                | Categoría                                                  | Nominados                                                                 | Resultado | Ref(s) |
| ------------------------------------- | ---------------------------------------------------------- | ------------------------------------------------------------------------- | --------- | ------ |
| Premios Óscar                         | Mejor película                                             | Mejor película                                                            | Nominada  | [ 42 ] |
| Premios Óscar                         | Mejor actor                                                | Bradley Cooper                                                            | Nominado  | [ 42 ] |
| Premios Óscar                         | Mejor guion adaptado                                       | Jason Hall                                                                | Nominado  | [ 42 ] |
| Premios Óscar                         | Mejor montaje                                              | Joel Cox & Gary D. Roach                                                  | Nominados | [ 42 ] |
| Premios Óscar                         | Mejor edición de sonido                                    | Alan Robert Murray, Bub Asman                                             | Ganador   | [ 42 ] |
| Premios Óscar                         | Mejor sonido                                               | John Reitz, Gregg Rudloff, Walt Martin                                    | Nominados | [ 42 ] |
| Gremio de productores (PGA)           | Mejor película                                             | American Sniper                                                           | Nominada  | [ 43 ] |
| Premios Satellite                     | Mejor guion adaptado                                       | Jason Hall                                                                | Nominado  | [ 44 ] |
| Premios Satellite                     | Mejor montaje                                              | Gary Roach , Joel Cox                                                     | Nominados | [ 44 ] |
| Asociación de Críticos de Phoenix     | Mejor actor                                                | Bradley Cooper                                                            | Nominado  | [ 45 ] |
| Asociación de Críticos de Phoenix     | Mejor guion adaptado                                       | Jason Hall                                                                | Nominado  | [ 45 ] |
| National Board of Review              | Mejor director                                             | Clint Eastwood                                                            | Ganador   | [ 46 ] |
| National Board of Review              | Top Ten de mejores películas                               | American Sniper                                                           | Ganadora  | [ 46 ] |
| Premios Eddie                         | Mejor montaje en una película - Drama                      | Joel Cox & Gary D. Roach                                                  | Nominados | [ 47 ] |
| Gremio de diseño de producción        | Mejor diseño de producción en una película - Contemporánea | James J. Murakami, Charisse Cardenas                                      | Nominados | [ 48 ] |
| American Film Institute 2014          | Top 10 de películas del año                                | American Sniper                                                           | Ganadora  | [ 49 ] |
| Premios WGA                           | Mejor guion adaptado                                       | Jason Hall                                                                | Nominado  | [ 50 ] |
| Premios BAFTA                         | Mejor guion adaptado                                       | Jason Hall                                                                | Nominado  | [ 51 ] |
| Premios BAFTA                         | Mejor sonido                                               | Walt Martin, John T. Reitz, Gregg Rudloff, Alan Robert Murray & Bub Asman | Nominados | [ 51 ] |
| Premios de la Crítica Cinematográfica | Mejor película de acción                                   | Mejor película de acción                                                  | Nominada  | [ 52 ] |
| Premios de la Crítica Cinematográfica | Mejor actor en una película de acción                      | Bradley Cooper                                                            | Ganador   | [ 52 ] |